# Barbastella caspica
Barbastella caspica (широковух каспійський) — вид рукокрилих ссавців з родини лиликових. Вид відокремлено від B. darjelingensis, який раніше був включений у B. leucomelas.

## Поширення
Країни проживання: прикаспійська Росія, Грузія, Вірменія, Азербайджан, Іран, Туркменістан, Узбекистан, Таджикистан, Киргизстан, Афганістан.